# Prisca Agustoni
Prisca Agustoni (Lugano, 20 maggio 1975) è una scrittrice e poetessa svizzera.
Dopo la laurea in lettere ispaniche e filosofia e il master in "Studi di genere" all'Università di Ginevra, nel 2002 si trasferisce in Brasile, dove ottiene il dottorato in letteratura comparata presso l'Università Cattolica di Minas Gerais, a Belo Horizonte. La sua attività letteraria è contraddistinta dal plurilinguismo (scrive in italiano, portoghese, francese e spagnolo) e da un importante lavoro di traduzione di poesia contemporanea brasiliana e autori di poesia svizzera di lingua italiana. Dal 2008 è professore ordinario di lingua e letteratura italiana all'Università Federale di Juiz de Fora.

## Opere

### Poesia
- Traduzioni, Traduções, Belo Horizonte, Mazza Edições, 1999.
- Verefkin e altre poesie, in Bloc Notes, n° 43, Bellinzona, 2001, pp. 161–167.
- Inventario di voci, introduzione di Maria José Somerlate Barbosa, Belo Horizonte, Mazza Edições, 2001.
- Sorelle di fieno, Belo Horizonte, Mazza Edições, 2002.
- Días emigrantes y otros poemas, introduzione di Martha L. Canfield, Belo Horizonte, Mazza Edições, 2004.
- La Morsa, Lugano, Alla Chiara Fonte, 2007.
- Le Déni, Ginevra, Éditions Samizdat, 2012.
- Poesie scelte, Borgomanero, Giuliano Ladolfi Editore, 2013.
- Un ciel provisoire, Ginevra, Éditions Samizdat, 2015.

### Prosa
- A neve ilícita, con fotografie di Pietro D'Agostino, San Paolo, Nankin Editorial, 2006.

### Racconti per la gioventù
- Coleção Bilbeli (14 racconti per l'alfabetizzazione), Juiz de Fora, Franco Editora, 2002-2003.
- A menina do guarda-chuva invisível, Juiz de Fora, Franco Editora, 2002.
- Histórias de Longeperto, Juiz de Fora, Franco Editora, 2004.